# Teshuvah

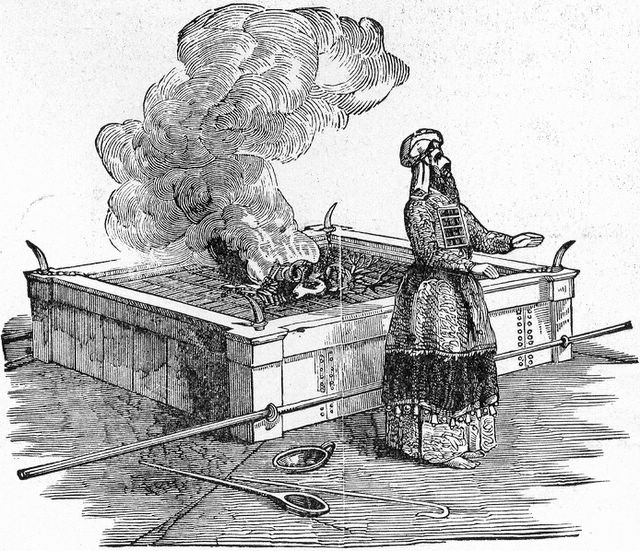
Sommo Sacerdote offre il sacrificio di un capro sull'altare in espiazione dei peccati durante Yom Kippur (immagine da "Treasures of the Bible", 1894)

Il pentimento, chiamato teshuvah o teshuva (in ebraico תשובה‎?, letteralmente "ritorno"), è il modo di espiare i peccati nell'ebraismo.
Le grandi Festività ebraiche, specialmente Yom Kippur, rappresentano il periodo particolarmente appropriato per la teshuva.
Secondo il Talmud, il pentimento è stato tra le prime cose che Dio ha creato, prima ancora dell'universo fisico (Nedarim 39b). Quando il Tempio di Gerusalemme era attivo, all'ebreo veniva richiesto di portare i vari sacrifici a seconda dei tipi di peccato. Sebbene i sacrifici fossero dovuti, la parte più essenziale era teshuvah e la persona che eseguiva il sacrificio doveva confessare i suoi peccati. Attualmente, con il Tempio distrutto, l'espiazione può tuttavia essere ancora concessa facendo teshuvah.

## Caratteristiche della Teshuvah
Secondo lo Shaarei Teshuva (lett. "Porte del Pentimento") in ebraico שערי תשובה‎?, un'opera standard di etica ebraica scritta da Yonah ben Abraham Gerondi (di Gerona), se qualcuno commette un peccato, un atto proibito, può essere perdonato per quel peccato se fa teshuva, il che comprende diverse pratiche e passaggi.
- Deplorare/riconoscere il peccato;
- abbandonare il peccato;
- preoccuparsi delle conseguenze future del peccato;
- agire e parlare con umiltà;
- agire in modo opposto a quello del peccato (per esempio, per il peccato di mentire, si deve dire la verità);
- comprendere la grandezza del peccato;
- astenersi da peccati minori al fine di salvaguardare se stessi contro la commissione di peccati più gravi;
- confessare in ebraico וִדּוּי Viddui‎? il peccato;
- pregare per espiarlo;
- correggere il peccato in ogni modo possibile (per esempio, se uno ha rubato un oggetto, l'oggetto rubato deve essere restituito o se si calunnia un'altra persona, il calunniatore deve chiedere perdono alla parte lesa);
- perseguire opere di Chesed in ebraico חסד carità‎? e di verità;
- ricordare il peccato per il resto della propria vita;
- astenersi dal commettere lo stesso peccato se la tentazione si presenta di nuovo;
- insegnare agli altri a non peccare.

Guide al processo di pentimento nell'ebraismo si possono trovare presso la letteratura rabbinica, in particolare Maimonide sul suo “Regole del Pentimento" della Mishneh Torah.
Particolarmente adatto per fare teshuvah è lo Yom Kippur (יום כפור yom kippùr, Giorno dell'espiazione), giorno di digiuno e uno degli Yamim Noraim (HE) , letteralmente "Giorni terribili" (più propriamente "Giorni di timore reverenziale"). Gli Yamim Noraim vanno da Rosh haShana a Yom Kippur, che sono rispettivamente i primi due giorni e l'ultimo giorno dei Dieci Giorni del Pentimento. In questo giorno gli ebrei fanno di tutto per assicurarsi di aver svolto teshuvah prima della fine della giornata.

### Bibbia ebraica
Nella Bibbia ebraica (Tanakh), la parola teshuva si incontra raramente.  Il verbo shuv ("pentirsi") ricorre invece molto spesso.

## Confessione

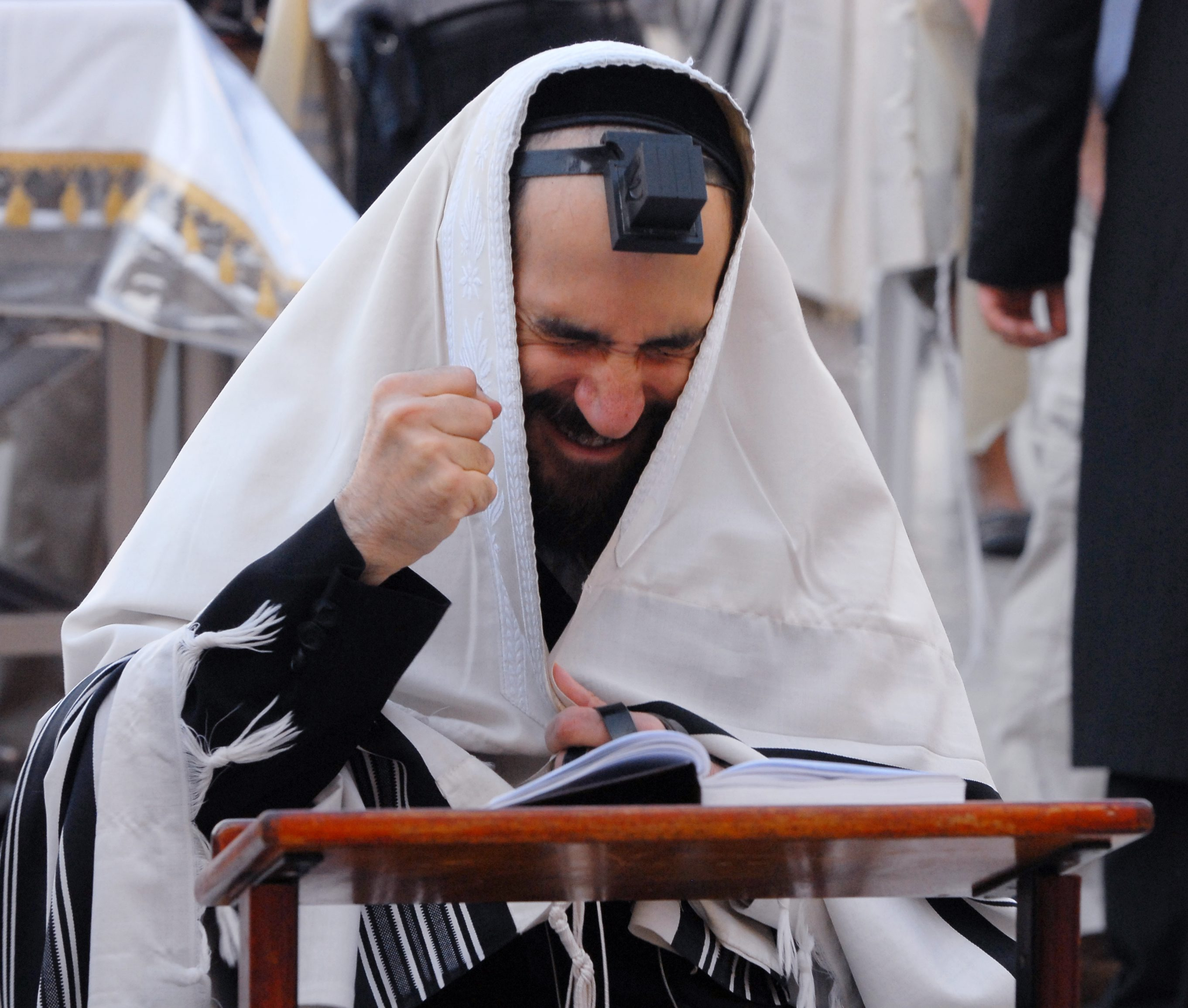
Recita delle preghiere penitenziali Slichot, durante i Giorni del Pentimento che precedono Yom Kippur (Muro Occidentale, Gerusalemme)

Nell'Ebraismo, confessione (in ebraico וִדּוּי‎? widduy, viddui, o viduy) è una fase nel processo di pentimento e di espiazione durante il quale l'ebreo ammette di aver commesso un peccato di fronte a Dio. Nei peccati contro Dio, la confessione può avvenire senza altre persone presenti; la confessione per peccati commessi contro altri è invece permesso farla pubblicamente, e in effetti Maimonide reputa tale confessione pubblica "immensamente lodevole".
La confessione di un peccato di per sé non comporta il perdono immediato, ma piuttosto segna un punto nel tempo dopo cui la persona dimostra di aver riconosciuto il proprio errore e di voler prevenire simili trasgressioni future, essendosi quindi liberati veramente dal peccato e meritando quindi il perdono. Non è sufficiente provare rimorso e rinunciare al peccato, anche se tali sentimenti sono un lodevole primo passo. Il penitente deve esprimere i propri sentimenti in parole e dire: "Ho commesso tale peccato ... e mi dispiace." Trovare scuse e razionalizzare la colpa non è ammesso in questa fase del processo di pentimento.
 Viddui è leggermente diverso per i peccati commessi contro Dio o se stessi, e quelli commessi contro un altro essere umano. Abraham Joshua Heschel una volta ebbe a scrivere: "Secondo la tradizione ebraica, persino Dio stesso può rimettere solo i peccati commessi contro di Lui, e non quelli contro l'uomo." Il vero pentimento richiede che il penitente vada dalla parte lesa e corregga il peccato nel miglior modo possibile. Il concetto ebraico del pentimento non è semplicemente la rinuncia al peccato in generale, ma al peccato specifico fatto contro una determinata persona o gruppo di persone. Solo allora si devono affrontare i processi introspettivi sopra descritti.
Durante lo Yom Kippur, il Sommo Sacerdote confessava i propri peccati e quelli di Israele sopra un capro. Mosè fu istruito da Dio in Levitico 16:21 di dire ad Aronne:
וְסָמַךְ אַהֲרֹן אֶת-שְׁתֵּי יָדָו, עַל רֹאשׁ הַשָּׂעִיר הַחַי, וְהִתְוַדָּה עָלָיו אֶת-כָּל-עֲו‍ֹנֹת בְּנֵי יִשְׂרָאֵל, וְאֶת-כָּל-פִּשְׁעֵיהֶם לְכָל-חַטֹּאתָם; וְנָתַן אֹתָם עַל-רֹאשׁ הַשָּׂעִיר, וְשִׁלַּח בְּיַד-אִישׁ עִתִּי הַמִּדְבָּרָה.
Aronne poserà le mani sul capo del capro vivo, confesserà sopra di esso tutte le iniquità degli Israeliti, tutte le loro trasgressioni, tutti i loro peccati e li riverserà sulla testa del capro; poi, per mano di un uomo incaricato di ciò, lo manderà via nel deserto.
Aronne deve "וְהִתְוַדָּה עָלָיו", "confessare sopra di esso". In tempi moderni, questo brano fa parte della lettura della Torah per la mattina di Yom Kippur e riferito nella recitazione del Servizio di Avodah durante Musaf.

### Struttura della confessione
Maimonide, nel suo libro Mishneh Torah scrive in ebraico:
(Mishneh Torah: "Hil. Teshuvah", Cap. 1, Legge 2)
Traduzione:
Per una spiegazione dei tre tipi di peccato riconosciuti dalla teologia ebraica, si veda "Halakhah".

### Nella preghiera
Oltre alle confessioni personali individuali, una forma di confessione è stata aggiunta alla preghiera quotidiana. Ci sono due strutture di confessione accettate, la confessione breve (וידוי הקטן) e la confessione lunga (וידוי הגדול), entrambe con incluso un elenco di peccati che la persona confessa, in ordine alfabetico; la confessione breve elenca un peccato per ogni lettera e la confessione lunga ne elenca due per lettera.

#### Ashamnu, la confessione breve
La confessione breve viene detta come porzione del Tachanun (suppliche giornaliere) subito dopo la Amidah. Si recita in piedi e sottovoce, tranne che per Rosh Hashanah e Yom Kippur, quando è tradizione recitarla ad alta voce. In molte congregazioni, (principalmente quelle aschenazite) si usa anche cantarla nelle succitate festività. Apparve in questa forma per la prima volta nel libro di preghiere di Rav Amram Gaon (VIII secolo).
La formula inizia come segue: "Abbiamo commesso colpa, abbiamo tradito, abbiamo rubato, abbiamo parlato falsamente, ecc.", ("... ,אָשַמנוּ, בָּגַדְנוּ, גָזֵלְנוּ"). È nota per la sua prima parola, Ashamnu (traslitterata anche con Oshamnu). Una prima forma di questa confessione si trova in chiara formulazione su Daniele 9:5-19, specialmente nei versetti 5, 9, 18-19 ("abbiamo peccato e abbiamo operato da malvagi e da empi, siamo stati ribelli, ci siamo allontanati dai tuoi comandamenti e dalle tue leggi!"), dove il postulante stesso si riconosce senza merito e supplica il perdono di Dio solo sulla base della Sua misericordia, e che il nome di Dio non venga offuscato tra le nazioni. Il fedele si alza e a testa bassa per dimostrare pentimento o vergogna, confessa il proprio peccato, si batte il petto, sul cuore.

#### Al Cheyt, la confessione lunga
La confessione lunga, che include Al Cheyt (o Al Hayt) ("... עֵל חֵטְא"), ("Per il peccato ..."), un acrostico doppio nella liturgia aschenazita (acrostico singolo nella liturgia sefardita), è recitata solo a Yom Kippur.
Ogni riga inizia con la frase "Per il peccato che abbiamo commesso davanti a Te mediante ..." (על חטא שחטאנוּ לפניך בּ־); il prefisso בּ־ significa "mediante" o "per mezzo di", e il resto viene dato in successione alfabetica: בּאנם (compulsione), בּבלי (ignoranza), בּגלױ (pubblicamente), בדעת וּבמרמה (consapevolmente e ingannevolmente), ecc. e termina con בּתמהון יד (da ciò che è tenuto in mano, usando un termine che si trova in Levitico 5:21). Ciò è poi seguito da un elenco non acrostico le cui righe iniziano con "E per il peccato per cui siamo" - qui nominando l'offerta al Tempio o la punizione (comprese flagellazione e morte), che potrebbe essere imposta. Si conclude con una breve categorizzazione dei peccati (come ad esempio la violazione di un precetto positivo, o di uno negativo, oppure se il peccato può o non può essere sanato, come anche quelli non si ricordano di aver commesso). Sebbene il testo vari tra le diverse tradizioni liturgiche, si segue questo schema generale. (Cfr. anche Tabella sotto)

## Confessione in punto di morte
Il Talmud insegna che “se uno si ammala ed è in pericolo di vita, deve 'fare la confessione, poiché tutti coloro che sono condannati a morte si confessano.'” Il Trattato "Masechet Semachot" aggiunge che “quando qualcuno si avvicina alla morte, dobbiamo dirgli di confessarsi prima di morire, aggiungendo che da una parte esistono molti che si confessarono e non morirono, mentre dall'altra ci sono stati molti che non si confessarono e morirono, e ci sono anche molti che camminano per strada e si confessano; perché per merito della confessione tu vivrai"; un simile linguaggio viene usato nella codifica dello Shulchan Aruch dove si dichiara che il testo seguente deve essere recitato da coloro che stanno morendo: “Molti hanno confessato ma non sono morti, e molti che non hanno confessato sono morti. E molti che stanno camminando fuori nel mercato confessano. Per merito della tua confessione, tu vivrai. E tutti coloro che confessano hanno un posto nel Mondo a Venire. Il morente deve quindi recitare il viddui di preparazione alla morte. Esiste una forma abbreviata intesa per coloro che si trovano in condizioni molto deboli, ed una forma più lunga, “ovviamente se la persona malata desidera di allungare la sua confessione – anche il viddui di Yom Kippur – gli è permesso farlo”. Dopodiché si incoraggia a recitare lo Shema Israel e ad enunciare l'accettazione dei Tredici principi di Fede, e di donare denaro in carità.

## Abbandonare il peccato

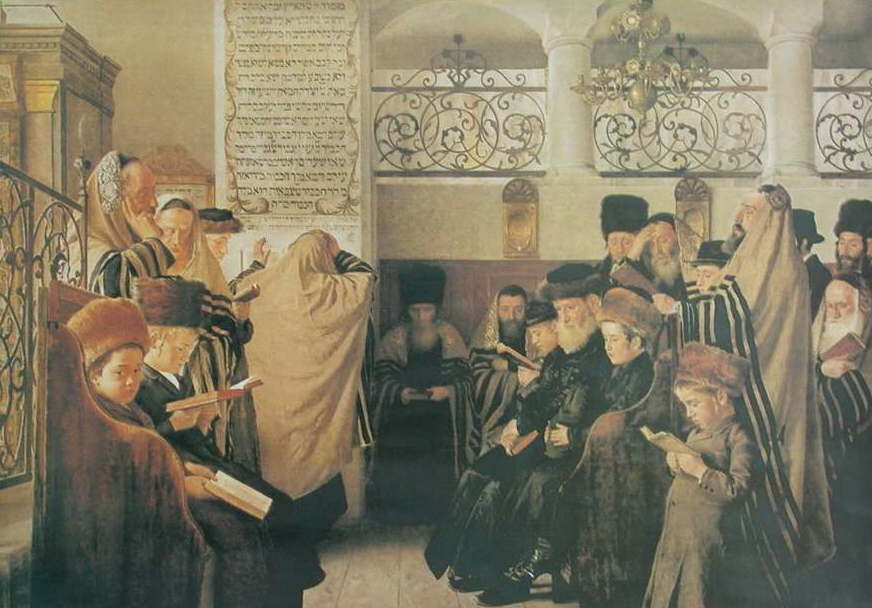
Giorno dell'Espiazione (dipinto di Isidor Kaufmann, 1907 ca.)

Il secondo principio dei "Principi di Pentimento" di Rabbenu Yonah è "abbandonare il peccato" (in ebraico  עזיבת - החטא‎?,  azivat-Hachet). Dopo essersi pentito del peccato (primo principio di Yonah), il penitente deve risolvere di non commetterlo mai più. Tuttavia, l'Ebraismo riconosce che il processo di pentimento varia da penitente a penitente e da peccato a peccato. Ad esempio, un peccatore non abituale prova spesso il dolore del peccato più acutamente del peccatore abituale. Pertanto, per un peccatore non abituale sarà meno difficile pentirsi, perché avrà meno probabilità di ripetere il comportamento peccaminoso.
Il caso del peccatore abituale è più complesso. Se il peccatore abituale riesce a provare rammarico per il suo peccato, tale rammarico da solo non basta dato che chiaramente non si traduce in un cambiamento di comportamento. In tal caso, Rabbi Nosson Scherman raccomanda di elaborare "un sistema personale sistema di ricompense e punizioni" e di evitare situazioni che potrebbero provocare tentazione verso il peccato di cui ci si pente. Il Talmud insegna: "Chi è il penitente il cui pentimento ascende fino al Trono di Gloria? –  Colui che è provato ed emerge innocente" (Yoma 86b).

## Baal teshuva
Essere o diventare un penitente ebreo (o un "rientrato/ritornato"), viene descritto col nome Baal Teshuva (in ebraico בעל תשובה‎?; per la donna: בעלת תשובה, baalat teshuva; plurale: בעלי תשובה, baalei teshuva), che si riferisce alla persona che si è pentita. Baal teshuva letteralmente significa "maestro/a del pentimento o ritorno (all'Ebraismo)". Il termine storicamente si riferiva a quell'ebreo che non aveva osservato la Halakhah (pratica ebraica) nel corso della sua vita, ma ad un certo punto aveva completato un processo di esame interiore ed era "rientrato" nell'Ebraismo religioso e nella moralità. In Israele un altro termine usato è hozer beteshuva (חוזר בתשובה), letteralmente "ritornare in pentimento". Quindi, quegli ebrei che adottano la religione nella maturità della vita, vengono chiamati "baalei teshuva" o "hozerim beteshuva".

### MovimentoBaal Teshuva
Il Movimento Baal Teshuva è una descrizione del ritorno di ebrei secolari all'Ebraismo religioso. Il termine è ora utilizzato per far riferimento al fenomeno internazionale sviluppatosi tra il popolo ebraico e che descrive appunto coloro che fanno "ritorno" alla propria religione, affiliandosi alla pratica dell'Ebraismo ortodosso. Come movimento specifico, si distingue dal "Rinnovamento Ebraico" (vedi sez. sotto), che non rientra nella corrente dell'Ebraismo ortodosso.
Tale movimento è iniziato a metà del XX secolo, quando un gran numero di ebrei altamente assimilati scelsero di praticare la propria religione ebraica, in ambito ortodosso e nei vari movimenti correlati (per es. Haredi o Chassidico). Questo "ritorno" è continuato senza sosta fino al tempo presente ed è stato notato da studiosi e sociologi, che hanno scritto articoli e libri sul suo significato nella storia ebraica moderna.
Il Movimento Baal Teshuva ha luogo ovunque vi siano ebrei ed è quindi un fenomeno mondiale, che si sviluppa nelle più svariate circostanze:
"Il Movimento Baal Teshuva - i ritornati all'osservanza tradizionale ebraica - è uno dei fenomeni più sorprendenti della vita ebraica negli ultimi 20 anni", afferma la rivista New York, continuando:
Questa nuova consapevolezza spirituale fa parte di un più vasto rinnovo interiore che si estende a persone di tutte le religioni e tutte le credenze. Irving Kristol ha scritto, "la ricerca di una identità religiosa è, nel mondo del dopoguerra, un fenomeno generale, vissuto da ebrei, cristiani e musulmani allo stesso modo. Non sembra peraltro essere un fenomeno passeggero, ma piuttosto derivante da un'autentica crisi - una crisi morale e spirituale, nonché una crisi del pensiero liberal-secolare occidentale."
Il Movimento Baal Teshuva nelle sue origini si è ispirato molto alla controcultura  degli anni 1960 e 1970, il Festival di Woodstock, il nuovo interesse per le religioni orientali del periodo hippy. Fu come risposta a queste correnti e mode che i primi "missionari" (shluchim) del Lubavitcher Rebbe, Rabbi Menachem Mendel Schneerson, vennero formati per andare tra gli ebrei "secolari" e "reclutarli all'Ebraismo".

### Rinnovamento Ebraico
Rinnovamento ebraico (in ebraico התחדשות יהודית‎?) (yiddish ייִדיש רענעוואַל), è un movimento ebraico recente che si propone di rinvigorire l'Ebraismo moderno con attività e pratiche cabalistiche, chassidiche, musicali e meditative. Si distingue del Movimento Baal Teshuva di ritorno all'Ebraismo ortodosso.
Il termine Rinnovamento ebraico descrive "un insieme di pratiche all'interno dell'Ebraismo, che tentano di rinvigorire un ebraismo che pare moribondo e poco interessante con pratiche mistiche, chassidiche, musicali e meditative tratte da una varietà di fonti tradizionali e non tradizionali, ebraiche e altre. In questo senso, il rinnovamento ebraico è un approccio all'Ebraismo che si può trovare all'interno di segmenti di qualsiasi delle confessioni ebraiche." ll termine indica quindi questo movimento ebraico emergente, propriamente chiamato "Movimento di Rinnovamente Ebraico", che si descrive come "un movimento mondiale, transdenominazionale basato selle tradizioni profetiche e mistiche dell'Ebraismo." Il movimento di Rinnovamento Ebraico incorpora opinioni sociali come il femminismo, l'ambientalismo ed il pacifismo.
In merito a questo movimento, il rabbino liberale Rachel Barenblat scrive:
Il Rinnovamento è un atteggiamento, non una denominazione; gli aderenti al Rinnovamento provengono da tutti i rami dell'Ebraismo. Il Rinnovamento pone l'accento sull'esperienza spirituale diretta, e valorizza l'accessibilità contro l'insularità ... Rinnovamento è un approccio basilare, transdenominazionale all'Ebraismo, che cerca di rivitalizzarlo attingendo dalla coscienza-immanenza del femminismo, la gioia del chassidismo, lo spirito informativo del fai-da-te del movimento Havurah, e la saggezza accumulata di secoli di tradizione. Ci sforziamo di permeare l'Ebraismo con una sensibilità ecumenica, egualitaria e post-trionfalistica, per creare un culto innovativo, accessibile e accogliente, plasmando la halakhah (legge ebraica) in modo di vita corretto e approfondendo la connessione continua e gioiosa con Dio che è al centro della pratica ebraica.

## La fine dei sacrifici
Con la distruzione romana del Secondo Tempio di Gerusalemme, la pratica ebraica di offrire korbanot (sacrifici animali) venne a cessare. Nonostante in periodi successivi intermittenti piccoli gruppi di ebrei offrissero i sacrifici tradizionali sul Monte del Tempio, la pratica effettivamente si concluse.
La vita religiosa ebraica fu costretta a subire una significativa evoluzione in reazione a questo cambiamento; l'Ebraismo non poteva più fondarsi sui servizi templari. Di conseguenza, la distruzione del Tempio stimolò lo sviluppo dell'Ebraismo verso lo studio testuale, verso la preghiera e l'ulteriore sviluppo della Halakha (legge e pratica ebraiche). Una serie di sviluppi viene registrata nella letteratura rabbinica classica, che descrive questo spostamento di enfasi.
In un certo numero di passi il Talmud babilonese sottolinea che seguire la pratica ebraica (in base alla Halakhah), eseguire opere di carità, pregare e studiare la Torah, sono attività più importanti dell'offrire sacrifici animali, e possono essere utilizzati per ottenere l'espiazione dei peccati.
(Midrash Avot D'Rabbi Nathan 4:5)
(Bavli, Sukkah 49)

## Espiazione nell'Ebraismo rabbinico
Premesso, come già più sopra definito, che l'espiazione nell'Ebraismo è quel processo che causa il perdono o la grazia di una trasgressione come parte integrante del pentimento, l'Ebraismo rabbinico regola a tutt'oggi il comportamento basilare e tradizionale dell'espiazione. Nell'Ebraismo rabbinico tradizionale, l'espiazione dei peccati si otteneva mediante una combinazione di
- Pentimento
- Servizio liturgico al Tempio (per es., coi sacrifici)
- Confessione
- Restituzione
- L'osservanza di Yom Kippur (il giorno, distinto dal relativo servizio al Tempio)
- Tribolazioni (esperienze spiacevoli di vita)
- L'esecuzione di una sentenza di fustigazione o di morte, imposte da un tribunale riconosciuto (ora non più esistente)
- L'esperienza del morire.

Quali di queste forme siano tuttora necessarie varia a seconda della corrente ebraica (ebrei ortodossi, conservatori, riformati, ecc.), la gravità del peccato, se sia stato fatto intenzionalmente, per errore, o sotto costrizione; se sia stato solo contro Dio o anche nei confronti del prossimo, e se il servizio del Tempio e i tribunali riconosciuti siano in esistenza o meno. Il pentimento è necessario in tutti i casi di peccato volontario, e la restituzione è sempre necessaria in caso di peccato contro la persona, a meno che la parte lesa rinunci.
La seguente tabella, basata su Maimonide (Hil. Teshuva 1:1-4), fornisce una descrizione dei requisiti per l'espiazione dei peccati dell'uomo contro Dio:
| Trasgressione                | Coercizione | Errore                                                                 | Premeditazione |
| ---------------------------- | ----------- | ---------------------------------------------------------------------- | --- |
| Comandamento positivo        | nessuna     | nessuno                                                                | Pentimento + confessione o Servizio di Yom Kippur al Tempio                                                        |
| Comandamento negativo        | nessuna     | nessuno                                                                | Pentimento + confessione + Yom Kippur o Servizio di Yom Kippur al Tempio                                           |
| Comandamento negativo severo | nessuna     | Offerta del peccato (se esiste il Tempio) in alcuni casi + confessione | Pentimento + confessione + Yom Kippur + tribolazioni o Pentimento + confessione + Servizio di Yom Kippur al Tempio |
| Profanazione del Nome di Dio | Pentimento  | Offerta del peccato (se esiste il Tempio) in alcuni casi + confessione | Pentimento + confessione + Yom Kippur + tribolazioni + morte                                                       |

La sentenza di un tribunale riconosciuto (ove disponibile) può anche sostituire "Yom Kippur + tribolazioni + morte". È importante notare che una volta che la persona si è pentita, torna ad essere amata e vicina a Dio, anche se la sua espiazione non è ancora completa (ibid. 7:7).